# 3 Dywizja Kawalerii (Cesarstwo Niemieckie)
3 Dywizja Kawalerii (niem. 3. Kavallerie-Division)  – związek taktyczny Armii Cesarstwa Niemieckiego. 
W sierpniu 1914 rozwinięto w Niemczech do etatów wojennych istniejące w okresie pokoju związki operacyjne (armie) i związki taktyczne. W składzie IV Korpusu Kawalerii została rozwinięta między innymi 3 Dywizja Kawalerii. W I wojnie światowej dywizja walczyła na froncie zachodnim.

## Struktura organizacyjna
Skład od 2 VIII 1914 do 20 IX 1915:
- dowództwo dywizji
- 6 Brygada Kawalerii
  - 7 pułk strzelców konnych
  - 8 pułk strzelców konnych
- 22 Brygada Kawalerii
  - 5 pułk dragonów
  - 14 pułk huzarów
- 25 Brygada Kawalerii
  - 23 pułk dragonów
  - 24 pułk dragonów
- 6 batalion strzelców